# Orde van de Rode Vlag van de Arbeid (Bulgarije)

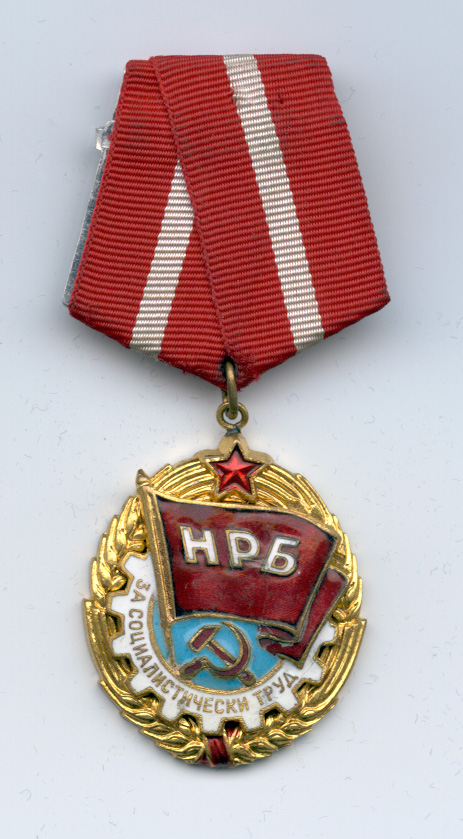
Medaille

De Orde van de Rode Vlag van de Arbeid (Bulgaars: Орден Красное Знамя ТРУДА, Orden Tjerveno zname na truda) werd op 13 december 1950 ingesteld.
Bulgarije was tot aan de val van de communistische dictatuur Ruslands trouwste bondgenoot in het Warschaupact en de Bulgaarse partijleiding imiteerde vaak de Sovjet-Unie en de Sovjetonderscheidingen. Deze orde is een slaafse kopie van de gelijknamige Russische onderscheiding. Het gouden kleinood van de orde wordt aan een rood lint met een brede witte middenstreep gedragen en toont een rode vlag met de letters "НРБ" tegen een blauwe achtergrond. Op de blauwe achtergrond staan hamer en sikkel afgebeeld en onder de vlag liggen een wit tandwiel met het motto "za sotsjalist itjeskitrud" (voor socialistische arbeid) en een gouden lauwerkrans van Russische snit.
Deze ridderorde heeft een enkele klasse en werd aan personen en instellingen verleend die zich door hard werk verdienstelijk hadden gemaakt voor de Bulgaarse economie. Ook bijzondere successen op cultureel, politiek of sociaal gebied werden met deze onderscheiding beloond.